# La niña santa
La ninã santa (bra: A Menina Santa; prt: A Rapariga Santa) é um filme de drama argentino de 2004 dirigido por Lucrecia Martel. O filme teve produção executiva de Pedro Almodóvar e conta com Mercedes Morán, María Alche, Carlos Belloso, Alejandro Urdapilleta e Julieta Zylberberg.